# ملکه سرخ (رمان درابل)

جلد چاپ نخست کتاب ملکه سرخ از انتشارات وایکینگ

ملکه سرخ (انگلیسی: The Red Queen) عنوان کتابی است از مارگارت درابل نویسنده بریتانیایی که در سال ۲۰۰۴ منتشر گردید. ماجرای داستان در رابطه با سفر علمی و تحقیقی یک دکتر زن به نام بابز هالی‌ول به شهر سئول کره جنوبی برای ارائه کنفرانسی تحقیقی است که در طول پرواز، مشغول خواندن خاطرات یک ملکه قرن ۱۹ کره‌ای به نام لیدی هایگیونگ می‌شود و ماجراها و اتفاقات این کتاب به شدت ذهن او را تحت تأثیر قرار می‌دهد.

## ترجمه فارسی
این کتاب در ایران، تحت عنوان ملکه سرخ توسط سعید کلاتی و مینا وکیلی‌نژاد ترجمه و توسط نشر هیرمند چاپ شده‌است.